# Elaeocarpus corneri
Elaeocarpus corneri är en tvåhjärtbladig växtart som beskrevs av Weibel. Elaeocarpus corneri ingår i släktet Elaeocarpus och familjen Elaeocarpaceae. Inga underarter finns listade i Catalogue of Life.